# Szentmártony Tibor (1895–1965)
Szentmártony Tibor (eredeti neve: Stachó Tibor) (Budapest, 1895. szeptember 22. – Budapest, 1965. július 18.) magyar matematikus, gépészmérnök, műegyetemi tanár, a matematikai tudományok kandidátusa (1952).

## Életpályája
1921-ben diplomázott a Budapesti Tudományegyetemen. 1922-ben a Műegyetemen Kürschák József mellett tanársegéd volt. 1924-ben adjunktus lett. 1935-ben nyilvános rendkívüli tanárrá nevezték ki. 1935–1950 között Műegyetemi nyilvános rendes tanár, az I. sz. matematikai tanszék vezetője volt. 1952-ben a matematikai tudományok kandidátusa lett.

### Munkássága
A Magyar Tudományos Akadémia Matematikai Kutatóintézetében dolgozott. Oktatói munkáján mellett leginkább az operátorszámítás, a vektortenzorszámítás és a valószínűség-számítás kérdései foglalkoztatták. Bel- és külföldi szaklapokban, referáló lapokban – az utóbbiak közül főként a Zentralblatt für Mathematikban (Berlin) – igen sok dolgozata, referátuma jelent meg. Munkatársa volt a Mathematisches Wörterbuchnak (Berlin, 1960).

## Családja
Szülei Stachó Jenő és Grünwald Gizella voltak. Szentmártony Aladár (1899–1958) Kossuth-díjas gépészmérnök testvére volt. 1923. augusztus 12-én, Budapesten házasságot kötött Morelli-Schröckeinstein Írma Emília Annával. Fia, Szentmártony Tibor (1926–2016) gépészmérnök, egyetemi tanár volt.
Sírja a Farkasréti temetőben található (33/3-2-31).

## Művei
- Operationskalkül von Heaviside und Laplacesche Transformation (Acta Universitatis Szegediensis, Szeged, 1927)
- Felsőbb mennyiségtan (Budapest, 1933)
- Randsingularität Laplacescher Transformierten (Monatshefte für Mathem. und Phys. Furtwängler Festband, Berlin, 1938)
- Vektor- és tenzorszámítás (Budapest, 1946)
- Matematikai statisztika a műszaki gyakorlatban (Budapest, 1950)